# Emilia Galińska
Emilia Galińska (ur. 26 grudnia 1992 w Łukowie) – polska piłkarka ręczna, 3-krotna mistrzyni Polski z Zagłębiem Lubin, reprezentantka Polski.

## Kariera sportowa
Piłkę ręczną zaczęła uprawiać w 2003, jako uczennica Szkoły Podstawowej nr 1 w Łukowie. Jej pierwszym klubem był SPR Łukowa Łuków, a trenerem Romuald Szajdziuk. Od 2008 występowała w barwach Szkoły Mistrzostwa Sportowego w Gliwicach, w 2010 wygrała z zespołem SMS rozgrywki grupy B I ligi, co dawało awans do ekstraklasy (zespół do rozgrywek w ekstraklasie jednak nie przystąpił). W 2011 została zawodniczką KPR Jelenia Góra, od 2013 występowała w Vistalu Gdynia. Z gdyńskim klubem sięgnęła po wicemistrzostwo Polski w 2015 oraz brązowe medale w 2014 i 2016. W 2016 została zawodniczką niemieckiego zespołu Neckarsulmer Sport-Union Handball. W sezonie 2017/2018 była zawodniczką Borussii Dortmund, od 2018 występowała w barwach Union Halle-Neustadt. W 2019 została zawodniczką Zagłębia Lubin. Z tym klubem zdobyła jeden tytuł wicemistrza (2020) oraz 3 tytuły mistrza Polski (2021, 2022, 2023), a także trzykrotnie zdobyła Puchar Polski (2020, 2021, 2023). W 2023 została zawodniczką rumuńskiej drużyny CS Măgura Cisnădie.
W 2011 wystąpiła na młodzieżowych mistrzostwach Europy (U-19), zajmując z drużyną 13. miejsce, w 2012 zagrała na młodzieżowych mistrzostwach świata (U-21), zajmując z zespołem 7. miejsce. Z reprezentacją Polski seniorek wystąpiła na mistrzostwach Europy w 2016 (15. miejsce) i 2022.